# Língua hatita
O hatita foi uma língua não indo-europeia falada na Ásia Menor entre o III e o II milénio a.C., antes do surgimento dos Hititas.
Os Hititas, que falavam uma língua indo-europeia (ver língua hitita), aculturaram os falantes do hatita, mas continuaram a usar a língua em contextos litúrgico. Foi teorizado que o hatita estaria relacionado com as línguas caucasianas do noroeste (família circassiana), mas a sua posição na hipotética família das línguas caucasianas setentrionais ainda está em debate entre os linguistas.
Os temos "hatita" e "hitita" são modernos, e ambos derivam da mesma palavra: o antigo nome da região na que ambas culturas floresceram, que foi reconstruído como Hati na língua hitita. O termo "hitita", tomado do etnónimo bíblico «heteu», foi-lhe atribuído nos inícios do século XX à cultura mais recente e à sua língua indo-europeia; o termo «hatita» começou a ser empregue décadas depois para a cultura mais antiga e para a sua língua não indo-europeia. Ainda se desconhece o que os Hatitas se auto-designavam e à sua língua.